# Plaisir de Nuire, Joie de Décevoir
Plaisir de Nuire, Joie de Décevoir, aussi connue sous la contraction PDNJDD, est une série télévisée française de comédie produite par Trajectoire Givrée, créée, réalisée et écrite par JC Louis Boulle.
La première saison de 30 épisodes de 3 min 30 s fut diffusée sur OCS Choc, puis Ciné Novo de janvier à mai 2010, puis en parallèle, de mars à juin sur les portails web et mobile d’Orange.fr.
La seconde saison de 15 épisodes de 26 minutes est diffusée sur OCS Choc depuis le 24 septembre 2011.

## Synopsis
Souvent qualifiée de politiquement incorrecte, la série suit les aventures de Catherine Ester, DRH dans une grande société et personnage sans tabou, qui tire son plaisir de la nuisance aux autres. Allégorie de l’incivisme commun, Catherine Ester tire avantage des situations auxquelles elle fait face, dans la rue, dans des cafés, des restaurants, au bureau, pour agir comme les pires d’entre nous peuvent agir dans la réalité.
Dans la seconde saison, celle-ci au format 26 minutes par épisode, la série se concentre en particulier sur le monde du travail et les querelles de voisinage, et s’enrichit de personnages récurrents tous plus décalés les uns que les autres. Catherine Ester est toujours l’héroïne de la série, une DRH odieuse qui mène ses collègues par le bout du nez.

## Distribution
- Coralie André : Catherine Ester
- Frédérick Guillaud : Fiancé
- Franck Monier : Marc Péchin
- Natasha Davidovic : Molinier aka Mounier
- Pacôme Quoirin : Christian Pierret
- Isabeau de R. : Louise Véron
- Denis Parmain : Jean-Claude

### Saison 1
- Jean-Baptiste Phou : Sylvain Tran
- Odette Barrois : Madame Ramirez/Vieille dame restaurant
- Samuel Mathieu : Victime du restaurant
- Grégory Back : Le serveur
- Ahu Martin : SDF
- Sly Residant : Pakistanais aux fleurs
- Martine Delumeau : Maman noire
- Nora Talagrand : Vieille dame parc
- Bertille Dubosc de Pesquidoux : Petite fille
- Yves Llobregat : Aveugle

### Saison 2
- Thibault Durand : Sylvain Tran / M. Fun Se Kong
- Cristina Moya : Brigitte Mérante
- Catherine Artigala : Mme Ramirez
- Noémie de Lattre : Amie d'enfance
- Gérard Aureille-Savoisien : M. Kieslowski
- Alan Boone : Sylvia (le transsexuel)
- Nora Talagrand : Maman de Christian Pierret
- David Chenaud : Le coursier
- Fabrice Robert : Michel
- José Da Silva : Aveugle 2 (Clément)
- Jean-Noël Martin : L'homme salace / L'homme louche
- Benjamin Zeitoun : Jean-Philippe (l'instructeur)
- Stéphane Letellier : Mathieu Ramirez
- Elodie Menant : Marion
- Maria Ducceschi : Belle-maman
- Philippe Guinet : Aveugle 1
- Anthony Pierrin : Brendan
- Julie Leoge : Susanna
- Eve Herszfeld : Gwenaelle
- Naema Boudoumi : Mlle Sherida
- Laurent Mendy : Aveugle 3 (Samba)
- Emilien Decoudre : Machin
- Mamadou Cisse : L'homme de ménage
- Fanny Aubin : Madame Farri
- Ahu Martin : Mendiante roumaine
- Grégory Back : Le serveur
- Denis Maréchal : M. Diop
- Jean-François Gallotte : M. Sanchez

## Fiche technique
- Réalisateur, Auteur-Créateur : Jean-Christophe Louis Boulle
- Productrice : Brigitte Coquelle
- Auteurs : Jean-Christophe Louis Boulle, Estelle Koenig, Balthazar Barbaut (saison 1 & 2) ; Laurent Barbaut (saison 1); Isabeau de R., Sylvie Bonnet, Cristina Moya (saison 2)
- Compositeur : Thierry Boulanger
- 1er assistant réalisateur : Mathieu Laurentin (saison 1); Stephan Miller (saison 2)
- 2d assistant réalisateur : Frank Ychou (saison 1); Anne Legal (saison 2)
- Scripte : Natasha Gomes de Almedia (saison 1); Julie Collet (saison 2)
- Chef opérateur : Stéphane Chaput
- 1er assistant opérateur : Xavier Chemin
- Ingénieur du son : Julien Bourgon (saison 1); Frédéric Bobillier (saison 2)
- Perchman : Zacharie Naciri (saison 1) et Utku Insel (saison 1 & 2)
- Chef électricien : Julien Laurent
- Maquilleuse : Aurélie Biva
- Costumière : Magali Baret (saison 2)
- Décoratrice : Gabrielle Regnault (saison 2)
- Accessoiriste : Thierry Pitel (saison 1)
- Régisseuse Générale : Isabelle Julien
- Monteur : Anthony Santoro

## Production

### Conception
L’idée de la série a été pensée par JC Louis Boulle. Venue d’un jeu de mots sur l’expression « Plaisir d’offrir, Joie de recevoir », JC Louis Boulle a l’idée du concept de Plaisir de nuire, Joie de décevoir et de son personnage principal, Catherine Ester. En 2006, il auto-produit 5 pilotes de la série qui fonctionnent bien sur internet, et lui permettent de rencontrer Brigitte Coquelle, productrice à Trajectoire Givrée, qui croit tout de suite dans le potentiel de la série.
Ils rencontrent alors Claire Guéry de chez Orange.fr et Boris Duchenay, directeur des programmes chez Orange Cinema Séries, qui leur permettent de diffuser la série sur la TV et le web en leur donnant carte blanche sur la réalisation.
Grâce au succès de la saison 1, Boris Duchesnay signe pour une deuxième saison, mais cette fois-ci au format 26 minutes.

### Tournage
Pour la saison 1, la série a nécessité trois semaines de préparation, et fut tournée sur douze jours en 2010.
La saison 2 fut tournée, majoritairement par la même équipe que la saison 1, sur 35 jours de mars à mai 2011. Les quinze épisodes de 26 minutes furent produits pour 850 000 € dont plus de 60 % ont été apportés par le diffuseur Orange Cinema Series.

## Épisodes

### Saison 1 (2010)
D'après le décompte DVD :
- Pilote 1 : Choucroute Party
- Pilote 2 : Baby Time
- Pilote 3 : Taxi Driver

1. Handicap, au travail !
2. La bonne année c'est le pied !
3. Un dîner presque parfait
4. Science Po... le Emploi
5. Voler un mort, MDR !
6. Shooting de vieille dame
7. Urgences !
8. Le Prince charmant à la rose
9. L'aveugle sonne toujours deux fois
10. T'es qu'un lencu
11. Virus mutant
12. Monté comme un poney
13. Body double
14. Beaux gosses, aïe aïe aïe !
15. Gros poissons !
16. Pipi cracra cola
17. Bébé en vue, boulot perdu !
18. Joyeux anniv' Alex !
19. La charrette du Kamasutra
20. Sucré défense
21. Scream sur la ligne
22. All by myself
23. Ange ou démon ?
24. Gentleman Vs. manipulatrice
25. La belle gerbe
26. Il était une fois
27. Like a Virgin, au secours !
28. Casse toi pauv'con
29. Do not disturb

### Saison 2 (2011)
1. Coaching dans les prés
2. The death race
3. Ninjattitude
4. Bossnapping
5. Le Dégoût des autres
6. L'Amour est aveugle
7. La Panne
8. Poudreuse
9. Sexual day
10. Kill belle
11. Minorité visible et palpable
12. La Manœuvre de Heimlich
13. Vices et versa
14. Tu aimeras ton prochain
15. Le Don de soi

## Récompenses
- Prix coup de cœur de la Nuit des Médias 2009[1].
- Prix de la meilleure série du Festival International Les Écrans de l’Humour de La Ciotat en 2011[5].